# Boarmia phricomita
Boarmia phricomita là một loài bướm đêm trong họ Geometridae.